# Noc apuchtinowska
Noc apuchtinowska – polityka rusyfikacji wprowadzona w Królestwie Polskim po upadku powstania styczniowego. Pomysłodawcą tej polityki był Aleksandr Apuchtin, sprawujący funkcję rosyjskiego kuratora warszawskiego okręgu szkolnego.